# 野川保晶
野川 保晶（のがわ やすあき、1949年4月11日 - ）は、日本の外交官。在ジュネーヴ国際機関日本政府代表部大使、外務省研修所所長を経て、駐ニュージーランド特命全権大使。

## 人物・経歴
東京都出身。東京都立日比谷高等学校を経て、1973年一橋大学法学部を卒業し、外務省入省。
フランス語研修（フランス留学）、外務本省での勤務（広報、国連など担当）、経済協力局経済協力第二課長補佐、在イタリア大使館一等書記官、在ザイール（現コンゴ民主共和国）大使館一等書記官、大臣官房総務課長補佐、大臣官房在外公館課首席事務官を経て、
1989年10月中近東アフリカ局アフリカ第一課長、1992年1月在連合王国(英国)日本国大使館参事官、1993年1月在フランス日本国大使館参事官、1996年7月在インド大使館参事官、公使、1998年8月大臣官房通信課長、1999年8月中近東アフリカ局外務参事官、2000年9月大臣官房審議官兼中近東アフリカ局審議官、2001年5月ジュネーヴ国際機関日本政府代表部次席大使兼ジュネーヴ総領事を歴任。
2003年からシドニー総領事を務め、2005年外務省を退職。現役出向のかたちで、独立行政法人農畜産業振興機構野菜部担当理事に就任。
2007年9月から駐ミャンマー特命全権大使。2007年ミャンマー反政府デモを取材中にジャーナリストの長井健司が軍兵士に至近距離から銃撃され死亡した事件では、極めて遺憾であるとの抗議並びに、真相究明及びビデオカメラ等の返還を求めた。2009年には、5億8100万円を限度とする無償資金協力「サイクロン『ナルギス』被災地小学校兼サイクロンシェルター建設計画」を締結した。
査察担当大使を経て、2011年から外務省研修所所長。2012年10月9日、駐ニュージーランド特命全権大使。同年11月13日、兼駐サモア特命全権大使。同年11月30日、兼駐クック諸島特命全権大使。2015年三井住友海上火災保険顧問。
2023年、瑞宝中綬章受章。

## 同期
- 河野雅治（11年駐伊大使・09年駐露大使・07年外務審議官・05年総合外交政策局長）
- 塩尻孝二郎（11年EU大使・08年駐インドネシア大使・05年外務省大臣官房長）
- 天野万利（07年OECD事務次長）
- 塩崎修（08年駐ホンジュラス大使）
- 坂場三男（08年駐ベトナム大使・06年外務報道官・中南米局長）
- 伊藤哲雄（09年駐ハンガリー大使・05年駐カザフスタン大使）
- 加来至誠（11年駐ホンジュラス大使、07年駐エルサルバドル大使）
- 杉本信行（01年上海総領事）
- 中村滋（11年駐マレーシア大使・06年駐サウジアラビア大使・04国際情報統括官）
- 岩谷滋雄（10年駐オーストリア大使・07年駐ケニア大使）
- 鹿取克章（11年駐インドネシア大使・06年駐イスラエル大使）
- 塩口哲朗（11年駐ベネズエラ大使・08年駐ヨルダン大使・06年国際協力銀行理事・04年駐コートジボワール大使）
- 水野達夫（07年駐ネパール大使）
- 堀江正彦（07年駐マレーシア大使・04年駐カタール大使）
- 神谷武（11年駐パラグアイ大使・08年駐アルジェリア大使）
- 岡田眞樹（11年駐タンザニア大使・09年農畜産業振興機構理事）
- 黒田義久（10年駐ウズベキスタン大使）
- 鈴木一泉（10年駐コロンビア大使）
- 並木芳治（10年駐コスタリカ大使）
- 小林正雄（11年駐ガボン大使・10年官房調査官）
- 佐藤博史（12年駐キューバ大使）
- 川原英一（13年駐グアテマラ大使）
- 吉田潤（13年駐モーリタニア大使）

## 論文等
- 「2005年の世界情勢と日本」（世界経済評論49(4)（通号596）、2005年4月）
- 「総領事館ほっとライン(7)（サンフランシスコ）日系人社会にエールを送る」（世界週報84(48)（通号4127）、2003年12月23日 ）